# Termini Imerese
Termini Imerese (szicíliai nyelven Tèrmini) település Olaszországban, Szicília régióban, Palermo megyében. Lakosainak száma 24 920 fő (2023. január 1.). Termini Imerese Caccamo, Campofelice di Roccella, Cerda, Collesano, Trabia és Sciara községekkel határos.

## Népesség
A település lakossága az elmúlt években az alábbi módon változott:
| Lakosok száma | 26 144 | 26 029 | 24 920 |
|               | 2017   | 2018   | 2023   |

## Híres szülöttei
- Ignazio Spalla, más néven Pedro Sanchez makaróniwestern-színész